# Gilles Reithinger
Gilles Reithinger, né le 25 novembre 1972 à Mulhouse, est un évêque catholique français, supérieur général des Missions étrangères de Paris de 2016 à 2021 et évêque auxiliaire de Strasbourg du 26 juin 2021 au 14 février 2024.

## Biographie

### Jeunesse et formation
Gilles Reithinger est né le 25 novembre 1972 à Mulhouse (Haut-Rhin). Il est le fils aîné des trois enfants de Paulette et Jean-Marie Reithinger. Il a grandi dans le quartier mulhousien de la paroisse saint Joseph, et a effectué sa scolarité au collège François Villon et au lycée Lavoisier.
Après des études de biologie, durant sa formation au Grand Séminaire de Strasbourg, il discerne une vocation à la vie missionnaire durant son séjour à Madagascar, lors de sa coopération, alors qu'il participe à la création d’une infirmerie et à l’organisation de la distribution de repas dans le cadre de l'aumônerie nationale des prisons.
En 1997, il obtient une maîtrise en théologie sur saint Irénée, avant de passer un DESU (Diplôme d'études supérieures universitaires en théologie pratique et communication) et de suivre des séminaires de DEA à l'université Marc Bloch de Strasbourg.

### Ordination et mission à Londres et Singapour
Ordonné diacre le 21 juin 1998, il assure son ministère diaconal à la paroisse Saint-François-Xavier de Paris.
Il est ordonné prêtre le 27 juin 1999 à la cathédrale Notre-Dame de Strasbourg. Il reçoit son affectation pour la mission de Singapour et du monde chinois.
En septembre 1999, il devient vicaire à la paroisse Holy Redeemer de Chelsea.
Il rejoint son poste en Asie le 4 juin 2000 et passe plus d'un an en mission dans l'archidiocèse de Singapour au sein de la paroisse Holy Family.

### Nominations et élections
Gilles Reithinger est rappelé à Paris dans le courant de l'année 2002, où il devient le responsable des lieux d’accueil et de pèlerinage des Missions étrangères de Paris.
En 2004, il est nommé recteur de la chapelle de la rue du Bac, et chargé de la salle des Martyrs.
L'assemblée générale de la société des Missions étrangères de Paris demande la création du service d'animation pastorale et culturelle qui lui sera confié.
De 2004 à 2010, il met en place un accueil catéchétique destiné aux visiteurs qui fréquentent la salle des Martyrs, la chapelle, la crypte et les expositions présentées. Il lui est aussi demandé de créer une nouvelle version de la Revue des Missions étrangères tout en assurant la couverture médiatique des activités des MEP.
À l'assemblée générale de la société des Missions étrangères de Paris en 2010, il est élu vicaire général de la Société pour une durée de six ans. Il est aussi gérant de la Société de diffusion des Missions étrangères de Paris.
De 2010 à 2013, il est supérieur de la maison MEP de Paris et chargé de l'animation culturelle et pastorale. Il participe à plusieurs sessions de l'Unesco dans le cadre de la délégation du Saint-Siège.
Le 9 avril 2013, il est nommé directeur du Centre France-Asie, rue Royer-Collard, par le conseil d'administration de cette école de langue, pour une durée de trois ans à compter du 1er septembre 2013.
Le 1er juillet 2013, il est également nommé directeur du service de coopération internationale des Missions étrangères de Paris. À ce titre, il organise l'envoi de 150 volontaires par an en Asie et à Madagascar ; il accompagne également la création d'un service de volontariat pour les seniors.
Le 9 mars 2016, il succède de jure à Georges Colomb comme supérieur général par intérim des Missions étrangères de Paris, à la suite de la nomination de ce dernier comme évêque du diocèse de La Rochelle et Saintes.
Le 12 juillet 2016, il est élu supérieur général de la société des Missions étrangères de Paris pour une durée de six ans renouvelable.

### Évêque auxiliaire du diocèse de Strasbourg
« Par décret du Président de la République en date du 24 juin 2021, la bulle donnée à Rome le 19 avril 2021 par Sa Sainteté le Pape François est reçue en tant qu’elle confère au père Gilles Reithinger, supérieur général des Missions étrangères de Paris, le titre d’évêque titulaire de Saint-Papoul et le nomme évêque auxiliaire de l’archevêque de Strasbourg »,.

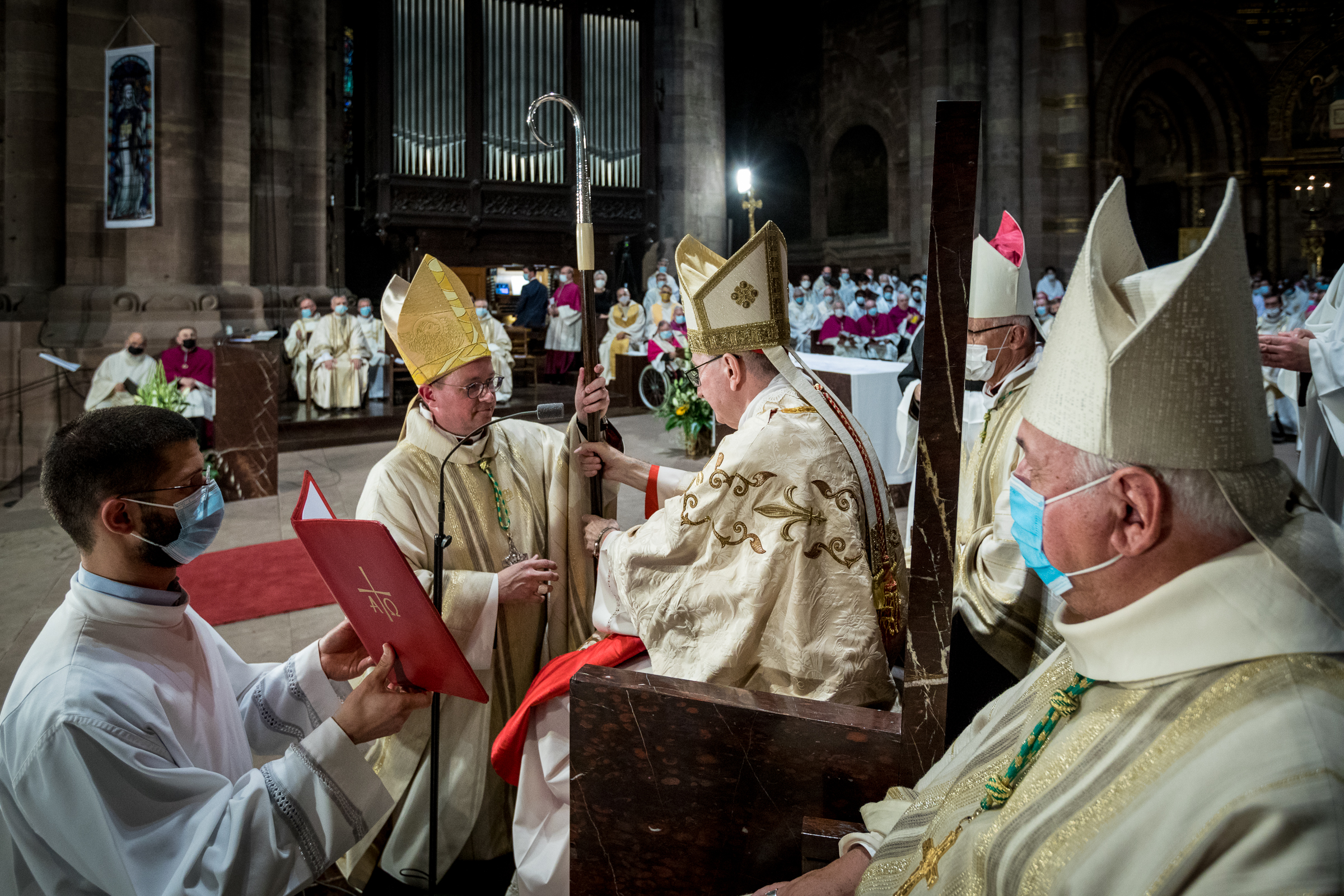
Consécration épiscopale de Gilles Reithinger par le cardinal Pietro Parolin à la cathédrale Notre-Dame de Strasbourg le 4 juillet 2021.

Il a été ordonné évêque par le cardinal Pietro Parolin, secrétaire d’État du Saint-Siège, assisté par Luc Ravel, archevêque de Strasbourg et par Jean-Marc Aveline, archevêque de Marseille, en la cathédrale Notre-Dame de Strasbourg le 4 juillet 2021.
Gilles Reithinger est, à 48 ans le jour de sa nomination, le plus jeune évêque de France.
Le 5 juin 2023, il est nommé délégué général de l’administrateur apostolique par Philippe Ballot.
Par décision du Président de la République en date du 8 février 2024, est agréée la démission présentée par Gilles Reithinger, évêque auxiliaire de Strasbourg pour « raisons de santé ». Cette décision est publiée au journal officiel le 14 février suivant,. Avant cette démission, il s'était déjà mis en retrait en se « réfugiant » dans un « hôtel-spa quatre étoiles » proche de la basilique de Thierenbach.

## Implication dans des affaires d'abus sexuels
Le 9 avril 2023, il est entendu par des enquêteurs de police, en qualité de simple témoin, dans une affaire de viol visant l'un de ses anciens collaborateurs au sein des Missions Étrangères de Paris qui a été placé en garde à vue et relâché sans poursuites judiciaires à ce stade, le père Aymeric de Salvert. Il fait l'objet d'une enquête canonique préalable,. Il est également mis en cause par la victime présumée de Georges Colomb, accusé d’agression sexuelle, pour ne pas avoir dénoncé ces faits qui seraient survenus en 2013, et dont il aurait eu connaissance. Dans un entretien accordé à France 3 Alsace, en juin 2023, Gilles Reithinger dément les faits qui lui sont reprochés en déclarant qu'« aucune alerte de cas éventuels d’abus sexuels portés à [s]a connaissance n’a jamais été dissimulée, minorée ou cachée »,.
Dans une enquête de la cellule investigation de Radio France parue le 15 septembre 2023, un missionnaire, le père Camille Rio, déclare qu'il a informé Gilles Reithinger de faits d'abus sexuels sur des mineurs, laissés sans suite. Gilles Reithniger a également été mis en cause par un missionnaire des MEP, Philippe Rittershaus, lui-même accusé d'abus sexuels sur un homme autiste. Dans ses aveux enregistrés à sa victime, Philippe R. nommait Gilles Reithinger comme son initiateur « dans le domaine du sexe et de la double vie ».

## Œuvres

### Livres
- Gilles Reithinger, Vingt-Trois Saints pour l'Asie : les martyrs des Missions étrangères de Paris, France, CLD et Missions étrangères de Paris, novembre 2010, 280 p. (ISBN 978-2-85443-548-1)
- L’Annonce de l’Evangile chez les Chin, Frémur, février 2013
- L'Asie face au pardon, Frémur, mars 2014
- Gilles Reithinger, Saints pour la mission. Les missions étrangères de Paris en Asie, CLD et Missions étrangères de Paris, 2018 (ISBN 978-2854435849)

### Articles
- « Suivre le chemin de l’étoile qui brille » in Peuple du monde, septembre 2005.
- « Présentation des MEP », Nouvelle Rive Gauche, février 2005.
- « Une porte ouverte sur l’Asie », Paris Notre-Dame, 13 juillet 2006.
- « La décapitation de saint Pierre Borie », Les Essentiels, La Vie, janvier 2008.
- « Insolites Martyrs d’Extrême Orient », L’Alsace, 14 mars 2008.
- « Théophane Vénard », Sources Vives, novembre 2008, p. 142.
- « La Salle des Martyrs », Histoire du Christianisme Magazine, juin 2008
- (it) « MEP, un’avventura missionaria lunga 350 anni », Mondo e Missione, décembre 2008.
- « Les Missions Etrangères de Paris », Spiritus, décembre 2016, p. 416-422.

### Ouvrages collectifs
- Gilles Reithinger et Julien Spiewak, Découvrir les martyrs d'Asie, Mep, juin 2007
- Michel Launay, Gérard Moussay et Gilles Reithinger, Les missions étrangères : trois siècles et demi d'histoire et d'aventure en Asie, France, Librairie Académique Perrin, 24 janvier 2008, 424 p. (ISBN 978-2-262-02571-7), notamment les articles Fondation du Séminaire des Missions Etrangères (pages 63 à 73) et La Salle des Martyrs (pages 259 à 261)
- Catherine Marin en collaboration avec Gilles Reithinger, Femmes missionnaires en Asie, Angers, Frémur Éditions, coll. « En mission avec les MEP », 2011, 133 p.
- Francesco Follo en collaboration avec Gilles Reithinger, Mission et Cultures, Angers, Frémur Éditions, coll. « En mission avec les MEP », mars 2013, 154 p. (ISBN 978-2-9525252-9-9)
- « Le Séminaire des Missions étrangères de Paris », dans Raymond Brodeur, Hermann Giguère et Gilles Routhier, Parce qu'ils y ont cru, on le voit ! : Le Séminaire de Québec célèbre ses 350 ans, Québec, Presses de l'Université de Laval, décembre 2013, 264 p. (ISBN 978-2-7637-2103-3), p. 83-102.
- (en) « Foi et culture à la suite des Mep » in Faith and culture, Pontifical institute Alwaye, Kerala, India, Avril 2015.
- Dialogue social, Rapprochement des cultures par les langues, Actes du colloque UNESCO, p. 59-66, Mars 2018